# Lithocarpus kingianus
Lithocarpus kingianus (Gamble) A.Camus – gatunek roślin z rodziny bukowatych (Fagaceae Dumort.). Występuje naturalnie w Malezji – w stanach Pahang, Terengganu oraz Selangor. 

## Morfologia
PokrójZimozielone drzewo dorastające do 22 m wysokości. Pień czasami wyposażony jest w korzenie podporowe.
LiścieBlaszka liściowa jest nieco skórzasta i ma eliptyczny kształt. Mierzy 6,3–21,6 cm długości oraz 3–7,6 cm szerokości, ma ostrokątną nasadę i ostry wierzchołek. Ogonek liściowy jest nagi i ma 2–10 mm długości.
OwoceOrzechy o jajowatym kształcie. Osadzone są pojedynczo w owłosionych miseczkach.

## Biologia i ekologia
Rośnie w lasach. Występuje na wysokości do 1400 m n.p.m.